# 팔당역
팔당역(Paldang Station, 八堂驛)은 대한민국 경기도 남양주시 와부읍 팔당리에 있는 수도권 전철 경의·중앙선의 전철역이다. 인근에 남양주시립박물관이 있다.

## 역사
- 1939년 4월 1일 : 무배치간이역으로 영업 개시[3]
- 1940년 6월 1일 : 배치간이역으로 승격[4]
- 1944년 4월 11일 : 보통역으로 승격[5]
- 1977년 5월 1일 : 화물 취급 중지[6]
- 1977년 5월 16일 : 수소화물 취급 중지[7]
- 1991년 3월 15일 : 벌크양회 화물 한 화물취급 지정[8]
- 1991년 4월 1일 : 쌍용양회 팔당공장 전용선 부설
- 1997년 5월 1일 : 전용선 화물 한 화물취급 지정[9]
- 2006년 9월 1일 : 철도승차권 단말기 철거
- 2006년 9월 27일 : 팔당역사 근대문화재 지정예고
- 2006년 12월 4일 : 옛 역사 등록문화재로 지정
- 2007년 11월 20일 : 역무실 新 역사로 이전
- 2007년 12월 27일 : 수도권 전철 중앙선 덕소역~팔당역 구간 연장 개통과 함께 종착역으로 영업 개시
- 2008년 1월 1일 : 무궁화호 열차 무정차 통과
- 2008년 12월 29일 : 수도권 전철 중앙선 팔당역~국수역 구간 연장 개통과 함께 중간역이 됨. 이와 더불어 철도승차권 단말기 철거
- 미정 : 수도권 전철 5호선 하남검단산역~팔당역 구간 연장 개통과 함께 종착역으로 환승역이 될 예정이었으나 결국 무산
- 미정 : 수도권 광역급행철도 D노선 팔당역 추가 개통과 함께 환승역이 될 예정

## 개요
이 역은 한강을 마주보고 있는 경기도 하남시 창우동과 가까운 편이여서, 종종 남양주시의 시민들뿐만 아니라 팔당대교를 통하여 하남시 시민들의 수도권 전철 이용 수단으로도 이용된다. 2010년 4월 27일에는 팔당역사 바로 옆에 남양주 역사박물관이 개관하였다.
현재의 역사가 2007년에 완공되어 사용을 개시함에 따라 더 이상 사용하지 않게 된 팔당역의 옛 역사는 보존되고 있으며, 대한민국에서는 드물게 승강장에 역사가 설치된 점, 일제 강점기 후반부의 철도 역사 건축을 이해하는 데 도움이 된 점 등이 인정되어 국가등록문화재로 지정되었다. 다만, 옛 역사가 위치한 구 팔당역 구내는 쌍용양회공업 사이로의 화물취급을 위하여 계속 사용되고 있으며 2008년 한 민간인이 사진을 찍기 위해 화물열차 위로 올라갔다가 고압선과 접촉하여 중상을 입은 관계로 출입문을 잠그고 있어 일반인의 접근은 불가능하다. 구역사의 선로는 남한강 자전거길로 향하나, 역사를 벗어난 이후 얼마 안가 선로가 단절된다.
수도권 전철 경의·중앙선 전동차를 제외한 ITX-새마을, 무궁화호와 같은 일반 열차는 모두 무정차 통과한다.
5호선 팔당역 연장이 논의되었다. 그러나 해당 계획이 확정된다면 수도권 전철 5호선은 최초로 한강을 3번 건너는 노선이 되는데, 건설 비용이 너무 컸다. 단 1개 역을 연장함에도 불구하고 한강을 건너야 한다는 점으로 인해 건설 비용이 큰 데다, 양평군이 진행한 용역 결과 B/C값이 0.55로 나타나 국가 예산 지원및 연장 가능성이 크게 낮아졌다. 그럼에도 양평군은 어떻게든 해당 연장을 성사시키고자 팔당대교가 교통량 포화로 제2팔당대교 계획이 잡히면서 하남선 연장사업과 합쳐서 추진하려는 시도를 하였고, 제2팔당대교가 왕복 2차선에 불과하기 때문에 잠실철교와 같은 구조로 건설되면 양 구조물을 통합함으로써 공사비를 크게 절감할 수 있으리라는 효과를 노렸으나, 결국 5호선의 연장은 무산되었다.

## 역명 유래
고대 전설에 의하면 원시시대에 수목이 울창하고, 인가는 전무하였다가 할 시대에 웃마을에는 인가 여덟호(八戶)가 있고, 아래 마을에 인가 여덟호(八戶)가 있어 이를 지칭하여 팔당(八堂)이라고 한데서 비롯되었다.

## 역 구조
2면 4선식 쌍섬식 승강장을 갖추고 있는 지상역이며, 곡선 승강장이다. 현재 스크린도어가 설치돼 있다.

### 승강장
| ↑ 도심          |
| ４３ \| ２１ \| |
| 운길산 ↓        |

| 1·2 | ● 수도권 전철 경의·중앙선 | 양수 · 양평 · 용문 · 지평 방면                         |
| 3·4 | ● 수도권 전철 경의·중앙선 | 덕소 · 구리(구리전통시장)·회기(삼육보건대학)·문산 방면 |

## 역 주변
- 남양주시립박물관
- 팔당대교
- 한강
- 하남스타필드

## 이용객 변동
2007년 자료는 개통일인 2007년 12월 27일부터 12월 31일까지인 5일 기준으로 환산한 것이다.
| 노선        | 노선 | 일평균 인원수 (명/일) | 일평균 인원수 (명/일) | 일평균 인원수 (명/일) | 일평균 인원수 (명/일) | 일평균 인원수 (명/일) | 일평균 인원수 (명/일) | 일평균 인원수 (명/일) | 일평균 인원수 (명/일) | 일평균 인원수 (명/일) | 일평균 인원수 (명/일) | 각주   |
| 노선        | 노선 | 2005년                | 2006년                | 2007년                | 2008년                | 2009년                | 2010년                | 2011년                | 2012년                | 2013년                | 2014년                | 각주   |
| ----------- | ---- | --------------------- | --------------------- | --------------------- | --------------------- | --------------------- | --------------------- | --------------------- | --------------------- | --------------------- | --------------------- | ------ |
| 경의·중앙선 | 승차 | 미개통                | 미개통                | 934                   | 1,331                 | 777                   | 776                   | 800                   | 847                   | 928                   | 983                   | [ 10 ] |
| 경의·중앙선 | 하차 | 미개통                | 미개통                | 1,198                 | 1,383                 | 789                   | 807                   | 847                   | 892                   | 970                   | 1,017                 | [ 10 ] |
| 노선        | 노선 | 2015년                | 2016년                | 2017년                | 2018년                | 2019년                | 2020년                | 2021년                | 2022년                | 2023년                | 2024년                | [ 10 ] |
| 경의·중앙선 | 승차 | 953                   | 878                   | 1,067                 | 1,018                 | 1,008                 | 915                   | 968                   | 985                   | 961                   |                       | [ 10 ] |
| 경의·중앙선 | 하차 | 949                   | 863                   | 1,054                 | 1,016                 | 1,022                 | 942                   | 1,011                 | 1,041                 | 997                   |                       | [ 10 ] |

## 인접한 역
| 중앙본선            | 중앙본선                                   | 중앙본선              |
| ------------------- | ------------------------------------------ | --------------------- |
| K127 도심 문산 방면 | ● 수도권 전철 경의·중앙선 경의·중앙선 완행 | K129 운길산 지평 방면 |

## 사진

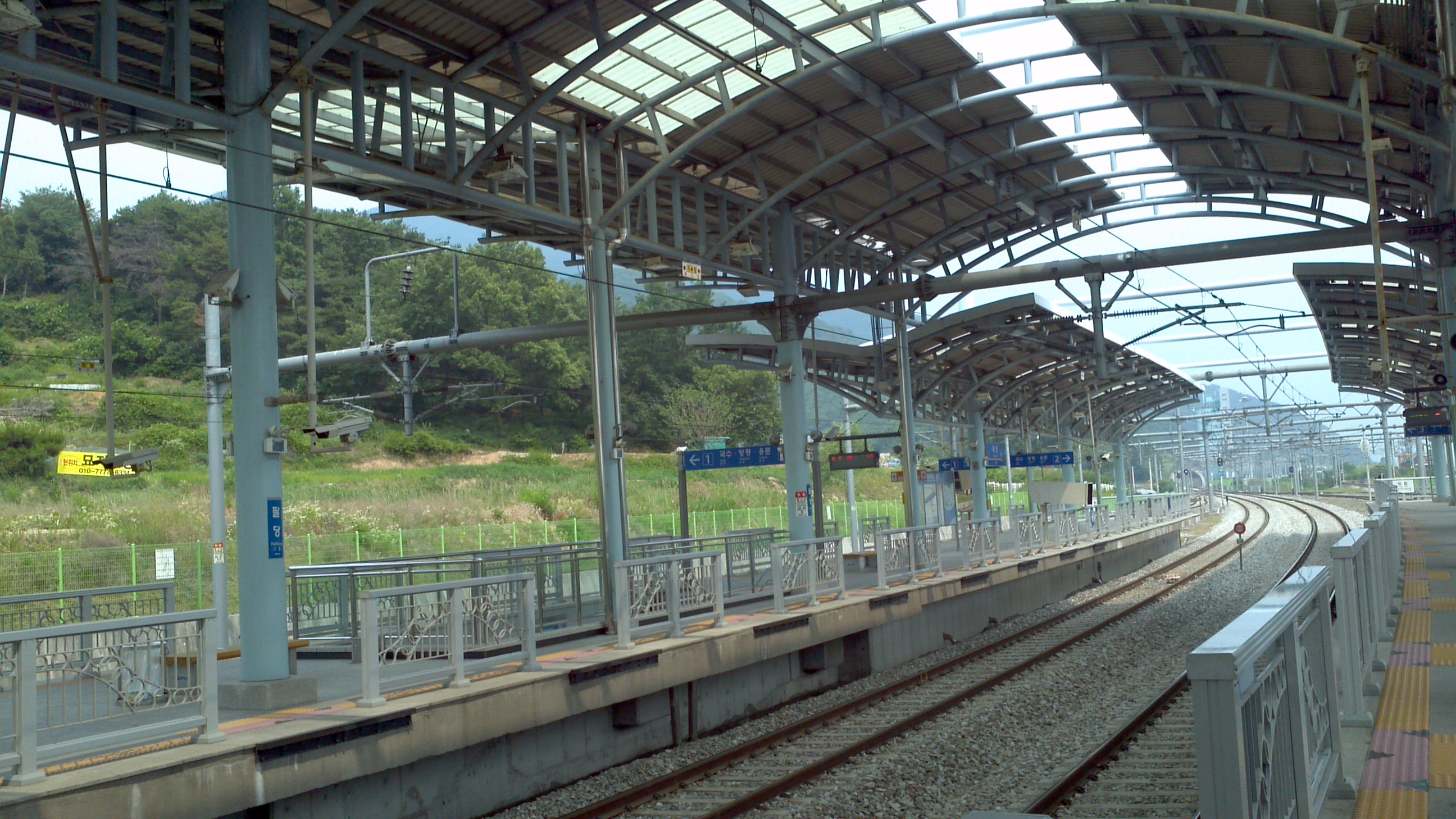
3번(용산 방향) 승강장(스크린도어 설치·경의중앙선 직결·용문역~지평역 구간 연장 개통 전)
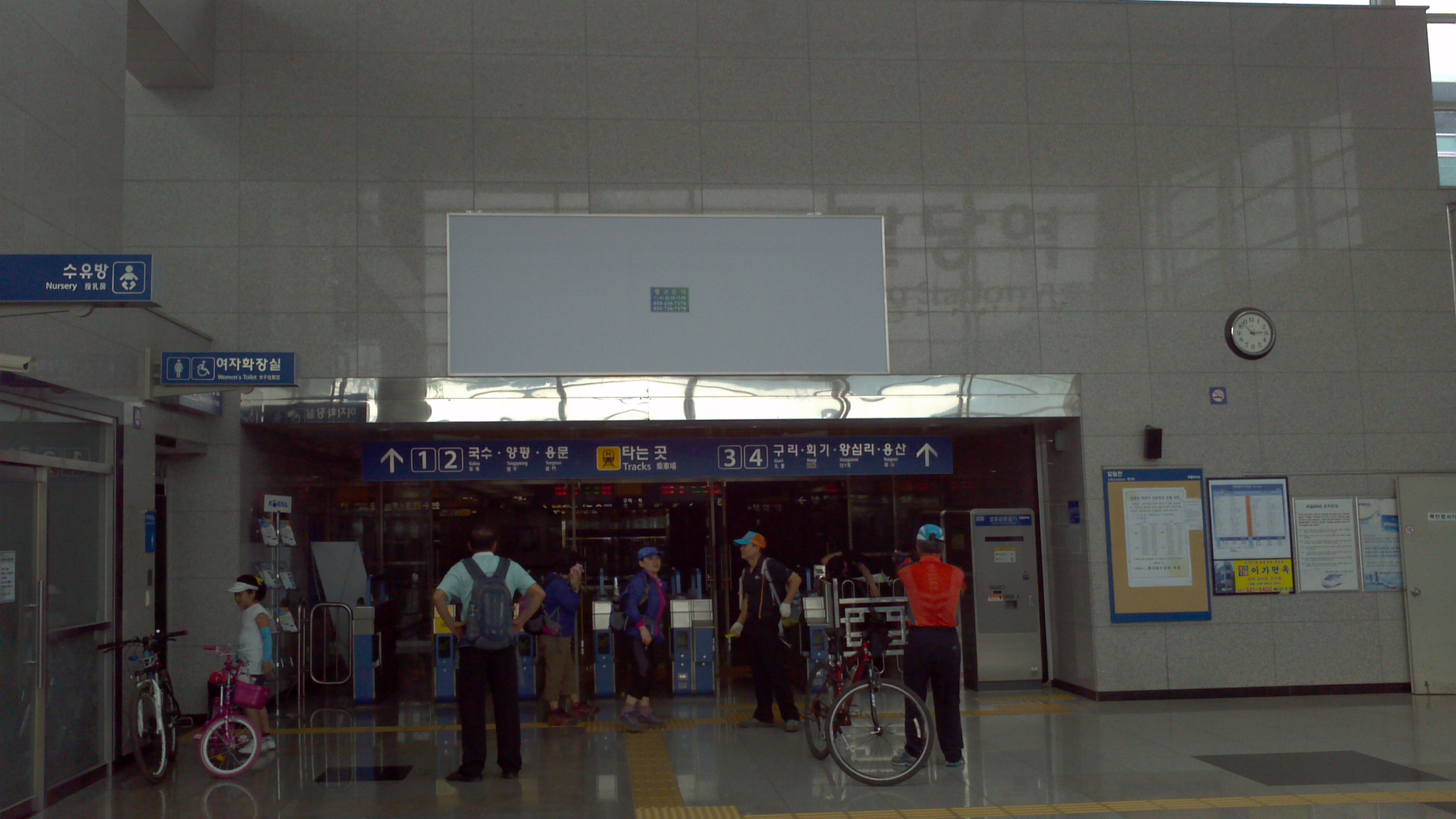
대합실(경의중앙선 직결·용문역~지평역 구간 연장 개통 전)
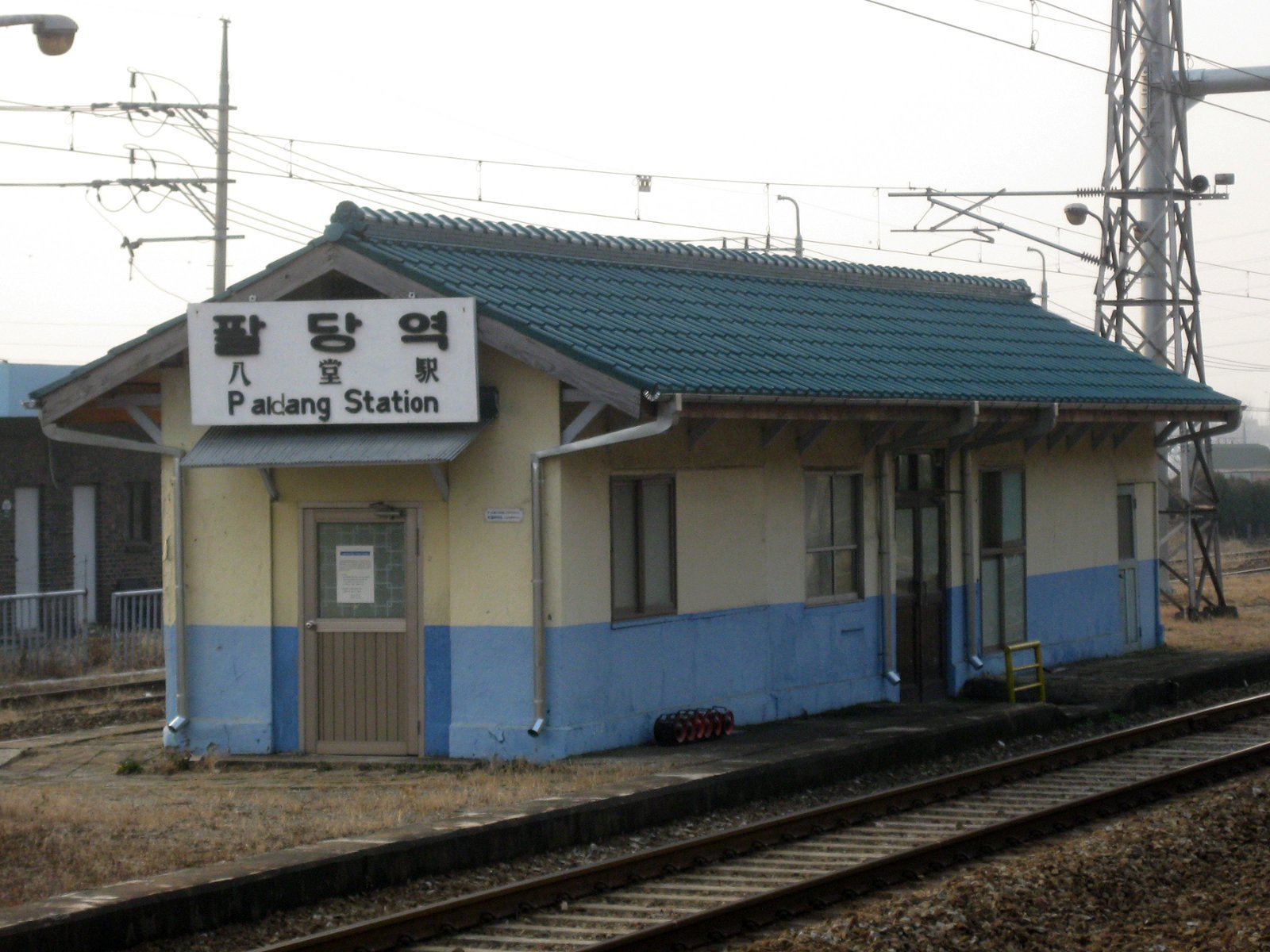
舊 역사(동북쪽)
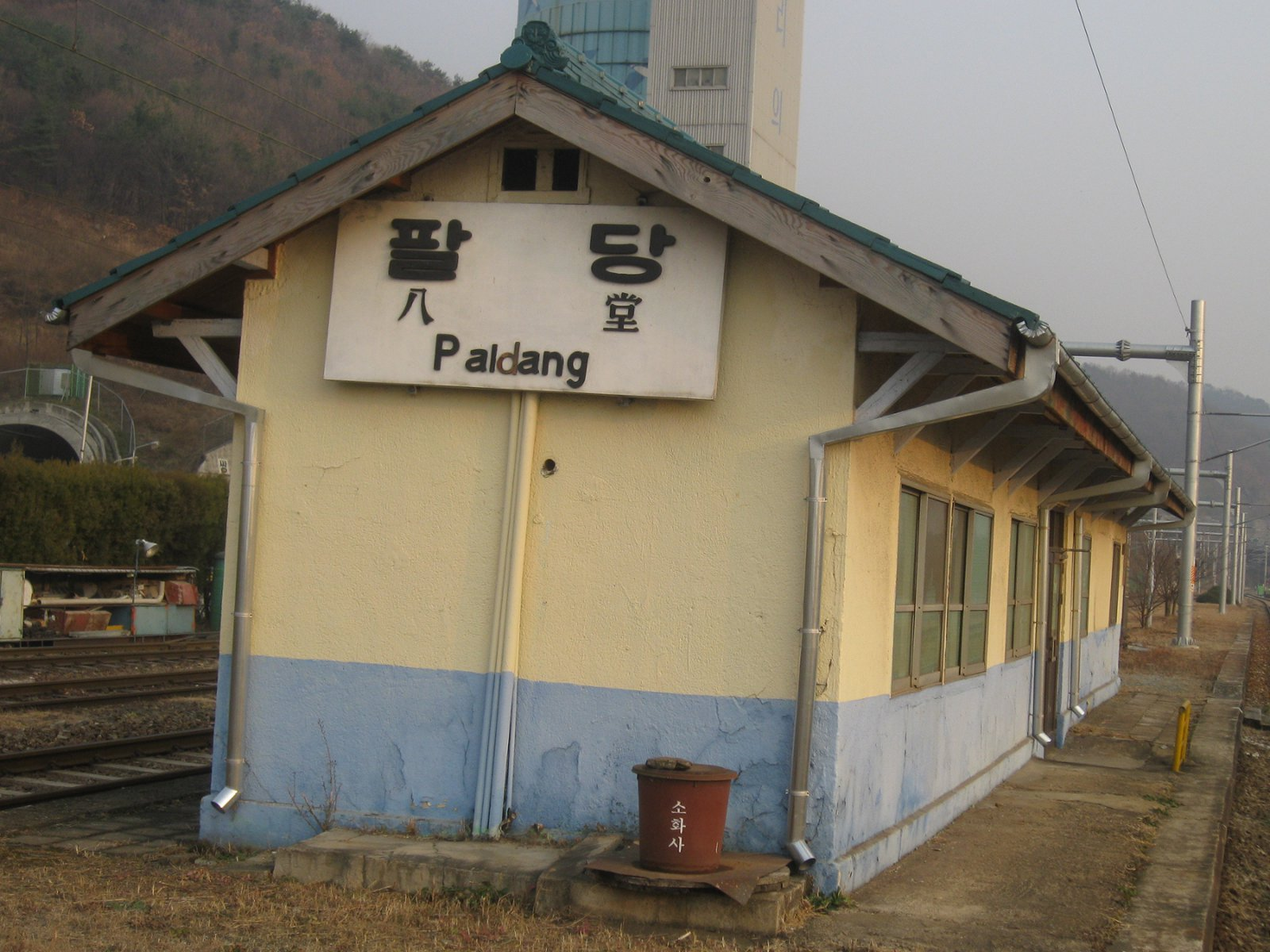
舊 역사(서남쪽)
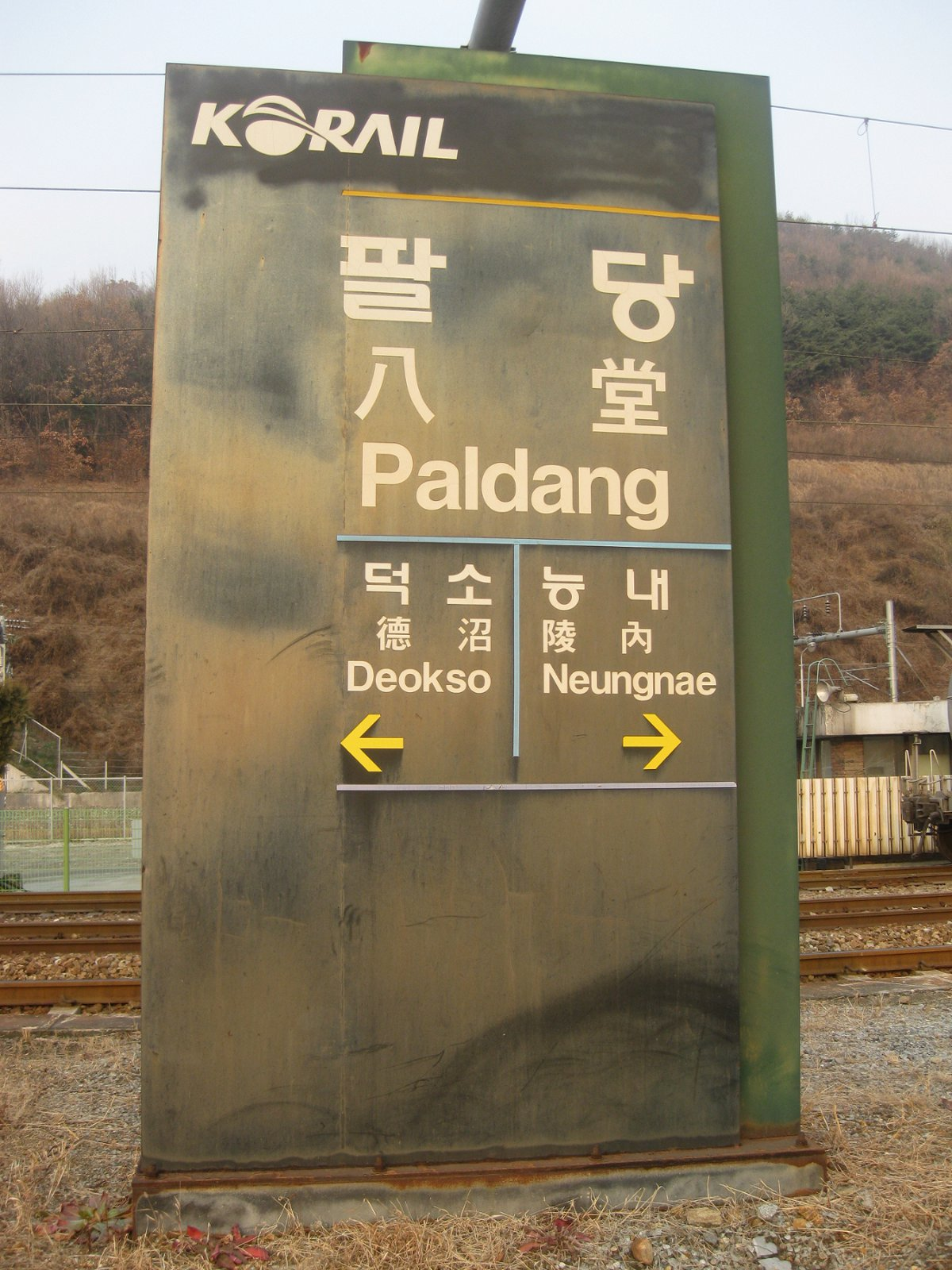
舊 승강장의 역명표
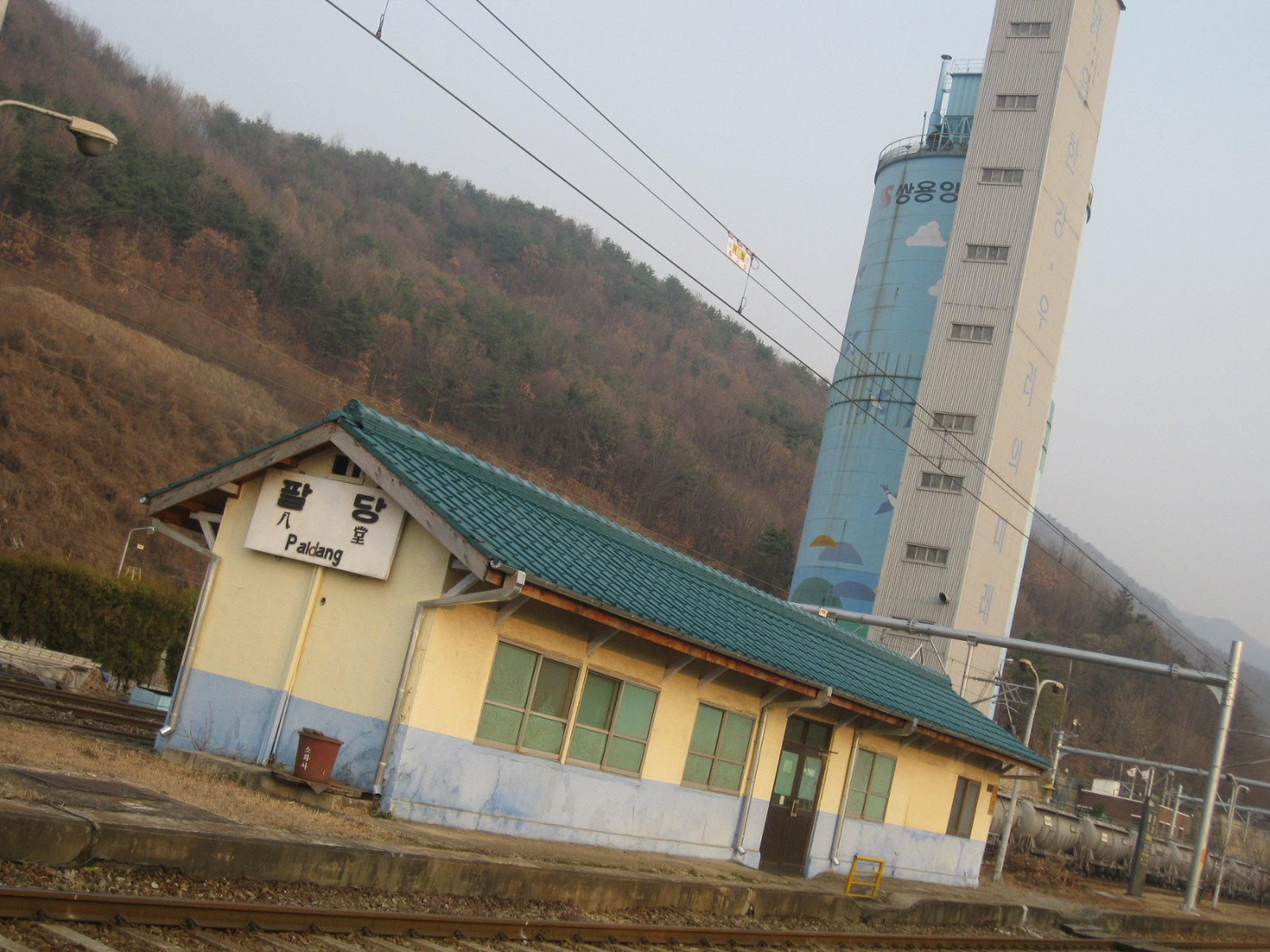
舊 역사와 현재도 쓰고 있는 쌍용양회 사일로